# Marco Pozza
Marco Pozza (Thiene, 21 dicembre 1979) è un presbitero, scrittore, personaggio televisivo, autore televisivo e giornalista italiano.
Cappellano del carcere Due Palazzi di Padova, ha intervistato papa Francesco in quattro programmi televisivi, dedicati rispettivamente al Padre nostro, all'Ave Maria, al Credo, ai vizi e alle virtù.

## Biografia
Originario di Calvene, in provincia di Vicenza e diocesi di Padova, è ordinato prete il 6 giugno 2004 dal vescovo di Padova Antonio Mattiazzo. Dopo l'ordinazione, diventa vicario parrocchiale presso la parrocchia della Sacra Famiglia, a Padova. Durante questo periodo, colpito dall'assenza dei giovani alle celebrazioni eucaristiche, decide di incontrarli direttamente nei locali padovani all'ora dell'aperitivo: per questo motivo viene soprannominato "Don Spritz". Per la sua opera di evangelizzazione presso i giovani, nel 2007 è protagonista di una puntata del Testimone, su MTV, dal titolo La vocazione, nella quale si parla dei giovani consacrati, della loro vita nel mondo moderno e di crisi della religiosità nella società.
Dal 17 settembre 2011 è cappellano presso il carcere di massima sicurezza "Due Palazzi" di Padova.
L'11 dicembre 2013, sotto la guida del gesuita irlandese padre Michael Paul Gallagher, ha conseguito il dottorato in Teologia fondamentale alla Pontificia Università Gregoriana di Roma. Tema della tesi: il rapporto tra letteratura, teologia e immaginazione a partire da Cittadella di Antoine de Saint-Exupéry.
Partecipa a conferenze ed incontri in tutt’Italia, in particolar modo presso oratori e scuole superiori. Tra i suoi numerosi libri è da segnalare la trilogia teologica: L’imbarazzo di Dio (2014), L'agguato di Dio (2015) e L’iradiddìo (2017). In funzione della qualità riconosciuta ai suoi scritti, nel giugno 2016 ha ricevuto una menzione speciale nell'ambito del premio giornalistico intitolato a Biagio Agnes.
Il 6 novembre 2016, domenica del Giubileo dei carcerati, dopo una telefonata a sorpresa, è ricevuto privatamente da papa Francesco a Casa Santa Marta in Vaticano, con un gruppo di detenuti padovani. Quell'incontro ha segnato l'inizio di una proficua collaborazione, attraverso diversi programmi televisivi andati successivamente in onda su TV2000 (Padre Nostro, Ave Maria, Credo) e su Nove (Vizi e virtù - Conversazione con Francesco). Dalle interviste televisive al Papa sono poi stati ricavati altrettanti libri: Quando pregate dite Padre nostro (2017), Ave Maria (2019), Io credo, noi crediamo (2020) e Dei vizi e delle virtù (2021).
Dal 2017 è presente anche su Rai 1 fra i conduttori della rubrica Le ragioni della speranza, lo spazio dedicato al commento del Vangelo all'interno del programma A Sua immagine. Dal 4 novembre 2023 conduce su Canale 5 il programma culturale e religioso Quando il fiume incontra il mare - Parabole di vita.

## Programmi televisivi
- Il testimone (MTV, 12 ottobre 2007)
- Le ragioni della speranza, A Sua immagine (Rai 1, 2017-2019, dal 2024)
- Padre nostro (TV2000, 2017-2018)
- Ave Maria (TV2000, 2018-2019)
- Credo (TV2000, 2020)
- Vizi e virtù - Conversazione con Francesco (Nove, 2021)
- Quando il fiume incontra il mare - Parabole di vita (Canale 5, dal 2023)
- I 10+2 Comandamenti (Rai 1, 2024)

## Libri
- Asini dalle matite colorate; prefazione di Alex Zanardi; ISG 2010
- Dire Dio. Tra cocktail, graffiti e canto gregoriano; prefazione di Giancarlo Maria Bregantini; ISG 2010
- Penultima lucertola a destra. La sconfitta è l'arma segreta dei vincitori; prefazione di Magdi Allam; Marietti Scuola, Novara 2011
- Contropiede. La vittoria è impossibile solo per chi non crede nei propri sogni; prefazione di Alex Schwazer; San Paolo, Milano 2012
- L'odore del gregge. Squarci di misericordia sul far della sera; Edizioni CVS, Roma 2013
- L'imbarazzo di Dio; San Paolo, Milano 2014
- L'agguato di Dio; San Paolo, Milano 2015
- Il pomeriggio della luna; Aracne, Roma 2016
- L'iradiddìo; San Paolo, Milano 2017
- Padre nostro; Rizzoli e Libreria Editrice Vaticana, 2017
- Il contrario di mio - Sfumature randagie sul Padre Nostro; San Paolo, Milano 2018
- Ave Maria; Rizzoli e Libreria Editrice Vaticana, 2018
- Il balzo maldestro, San Paolo, 2020
- Io credo, noi crediamo, Rizzoli e Libreria Editrice Vaticana 2020
- I gabbiani e la rondine - la via lucis di papa Francesco, Rizzoli, 2020
- Ciò che vuoto non è, San Paolo, 2020
- Dei vizi e delle virtù, Rizzoli, 2021
- L'invidia di Satàn, San Paolo, 2021
- Chi dorme non piglia Cristo, Rizzoli, 2022
- Alla fine è sempre all’improvviso, San Paolo Edizioni, 2023
- Ognuno fa il fuoco con la legna che ha, Rizzoli, 2023
- Chi ultimo arriva meglio alloggia, Rizzoli 2024